# Pectinodrilus heronensis
Pectinodrilus heronensis är en ringmaskart som först beskrevs av Erséus 1981.  Pectinodrilus heronensis ingår i släktet Pectinodrilus och familjen glattmaskar. Inga underarter finns listade i Catalogue of Life.